# Studnia Szpatowców
Studnia Szpatowców, Jaskinia Szpatowców – jaskinia w skałach Dudnika we wsi Podlesice w województwie śląskim, powiecie zawierciańskim, w gminie Kroczyce. Znana jest też pod nazwami Wielka Studnia Szpatowców (dla odróżnienia od drugiej jaskini w tych skałach – Małej Studni Szpatowców). Pod względem geograficznym znajduje się na obszarze Wyżyny Ryczowskiej, będącej częścią Wyżyny Częstochowskiej w obrębie Wyżyny Krakowsko-Częstochowskiej. 

## Opis jaskini
Znajduje się w skałach Dudnika w lesie po południowo-zachodniej stronie drogi z Podlesic do Kotowic, w odległości kilkaset metrów od szosy, zaraz powyżej polany. 
Jaskinia posiada duży otwór wlotowy, od którego prowadzi początkowo łagodnie, a potem stromo opadający, obszerny, kamienisty korytarz. Kończy się dwoma studniami o wysokości 19 m. Mają one pionowe lub przewieszone ściany i wyjście z nich bez wcześniejszego oporęczowania jest niemożliwe. Poślizgnięcie się w otworze wlotowym lub na pochylni nieuchronnie kończy się zjazdem i upadkiem do studni. To było przyczyną aż 5 wypadków śmiertelnych wśród grzybiarzy, turystów, ale także speleologów i kursantów. Z tego względu obudowano wejście do jaskini metalowymi poręczami, a GOPR ustawiło przy nim dużą tablicę informacyjną. Tuż obok znajduje się Mała Studnia Szpatowców – równie niebezpieczna, ale niezabezpieczona.
Pierwotnie dno pochylni i balkonika stanowiła kalcytowa polewa naciekowa o grubości około 1 m. Została wyeksploatowana. W jaskini zachowały się jeszcze resztki szaty naciekowej. Dno studni zawalone jest gruzem kalcytowym i wapiennym. Namulisko ubogie, na dnie złożone głównie ze zwietrzeliny wapiennej, gliny i kalcytowego gruzu, a na pochylni z współcześnie naniesionej z zewnątrz próchnicy.
Klimat jaskini jest częściowo tylko zależny od środowiska zewnętrznego. W końcowych odcinkach jest stała temperatura 7 °C, dopiero w odległości około 3 m poniżej otworu notuje się jej skok. W okolicach otworu jaskini opisano występowanie około 25 gatunków mszaków i 2 gatunków paproci. Sporadycznie hibernują nietoperze gacek brunatny Plecotus auritus, nocek duży Myotis myotisi nocek Natterera Myotis nattereri. Obserwowano także owady z grupy trogloksenów, m.in. motyla Triphosa dubitata. 

## Historia badań i eksploracji
Prawdopodobnie wlot do jaskini został odsłonięty przypadkowo przez Niemców w 1944 roku, podczas kopania linii okopów. W latach 1946-51 w jaskini przy pomocy materiałów wybuchowych i prymitywnego wyciągu eksploatowano szpat islandzki (kalcytowy). W pobliżu istniał piec do wypalania wapieni, a obok otworu jaskini kamienna, kryta słomą szopa. Wówczas też wybrano istniejąca przy wejściu do jaskini sfosylizowaną warstwę namuliska z kośćmi kopalnych nietoperzy.
Po raz pierwszy opisał ją Kazimierz Kowalski w 1949 roku jako Kopalnię kalcytu w Podlesicach koło Kroczyc. Nazwę Studnia Szpatowców nadał jej K. Mazik w 1979 r. On też opracował jej plan. W opracowaniu M. Szelerewicza i A. Górnego w 1986 r. była wymieniona jako Jaskinia Szpatowców. 

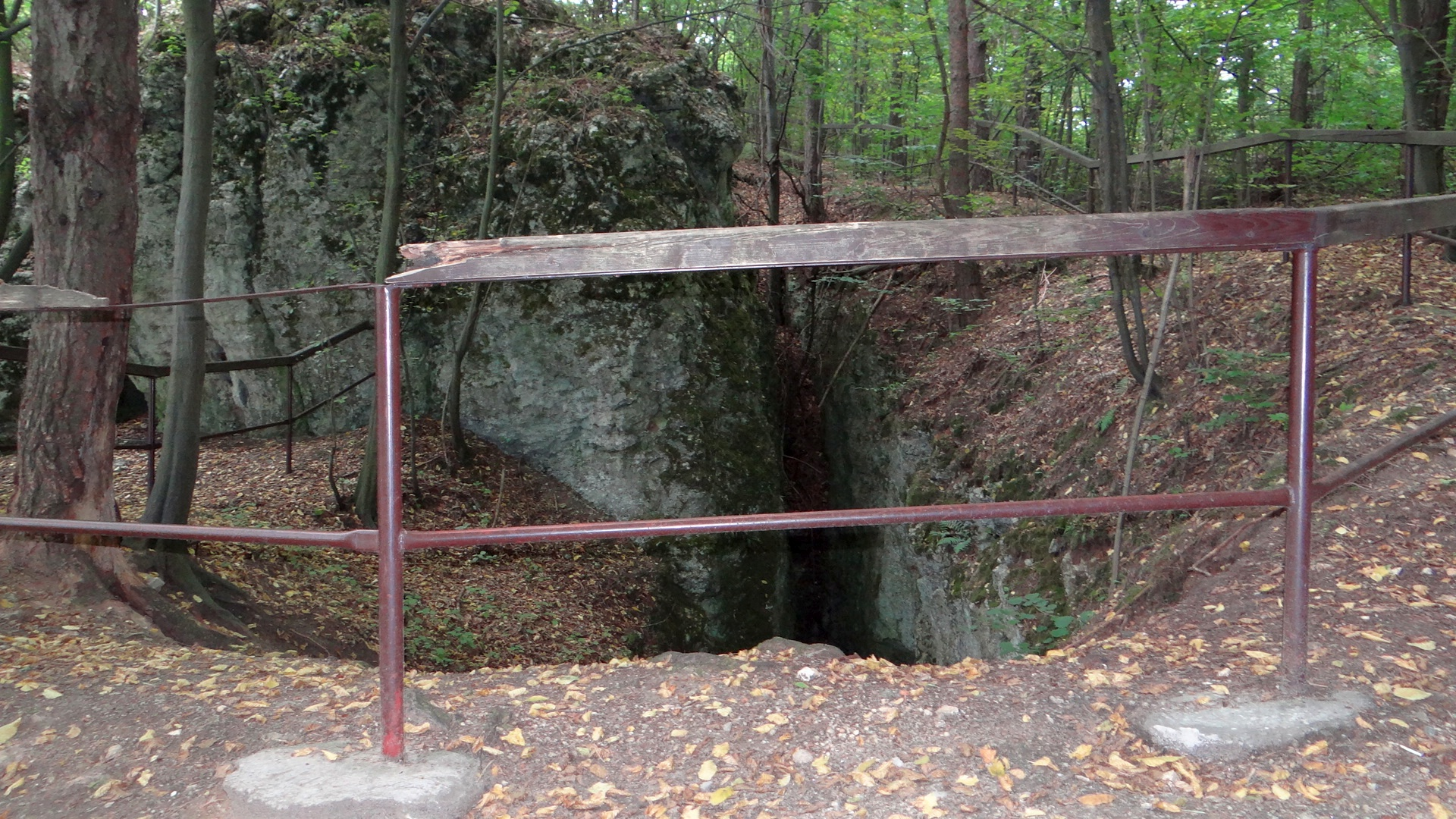
Obudowany otwór jaskini
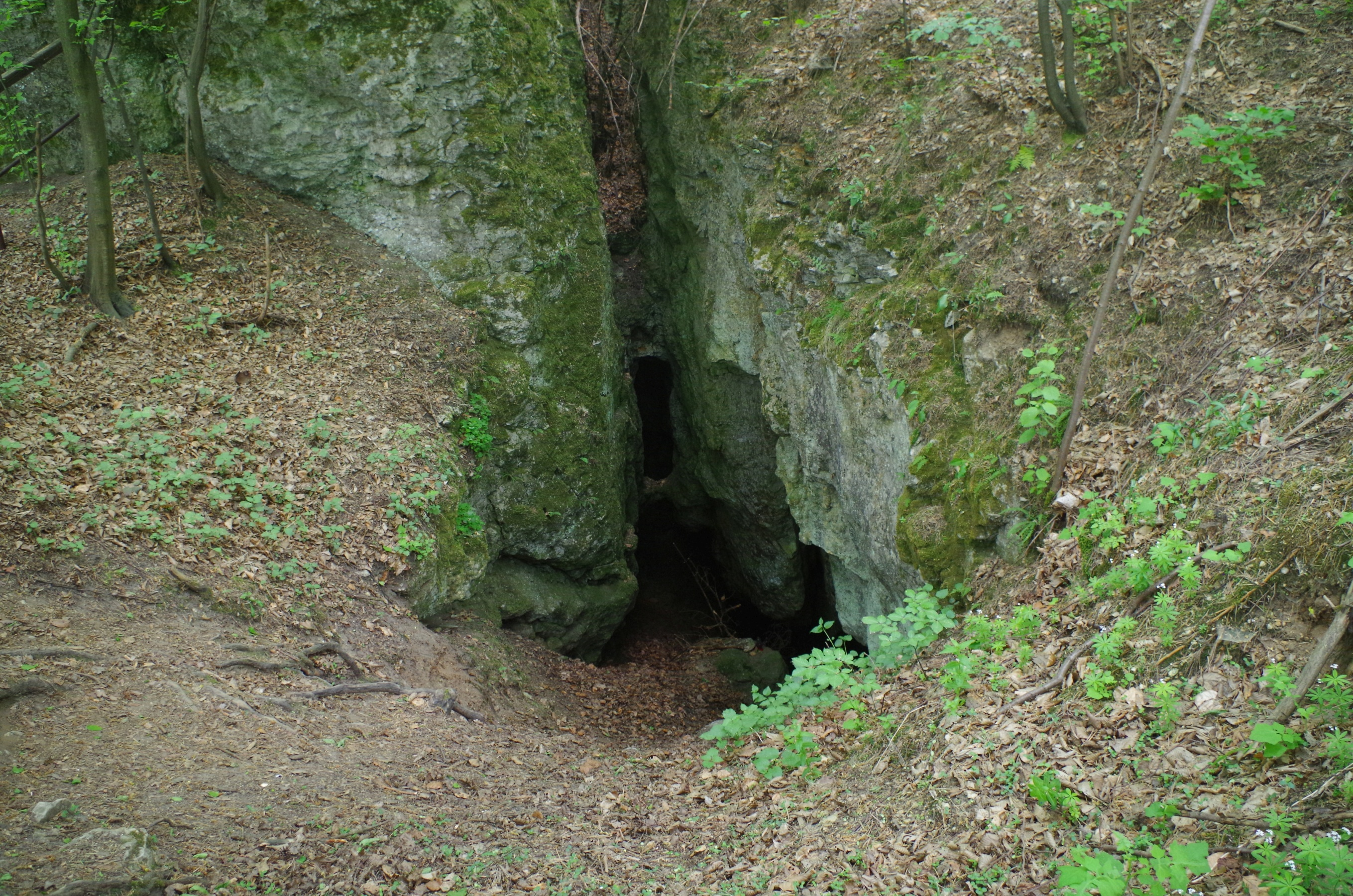
Otwór jaskini
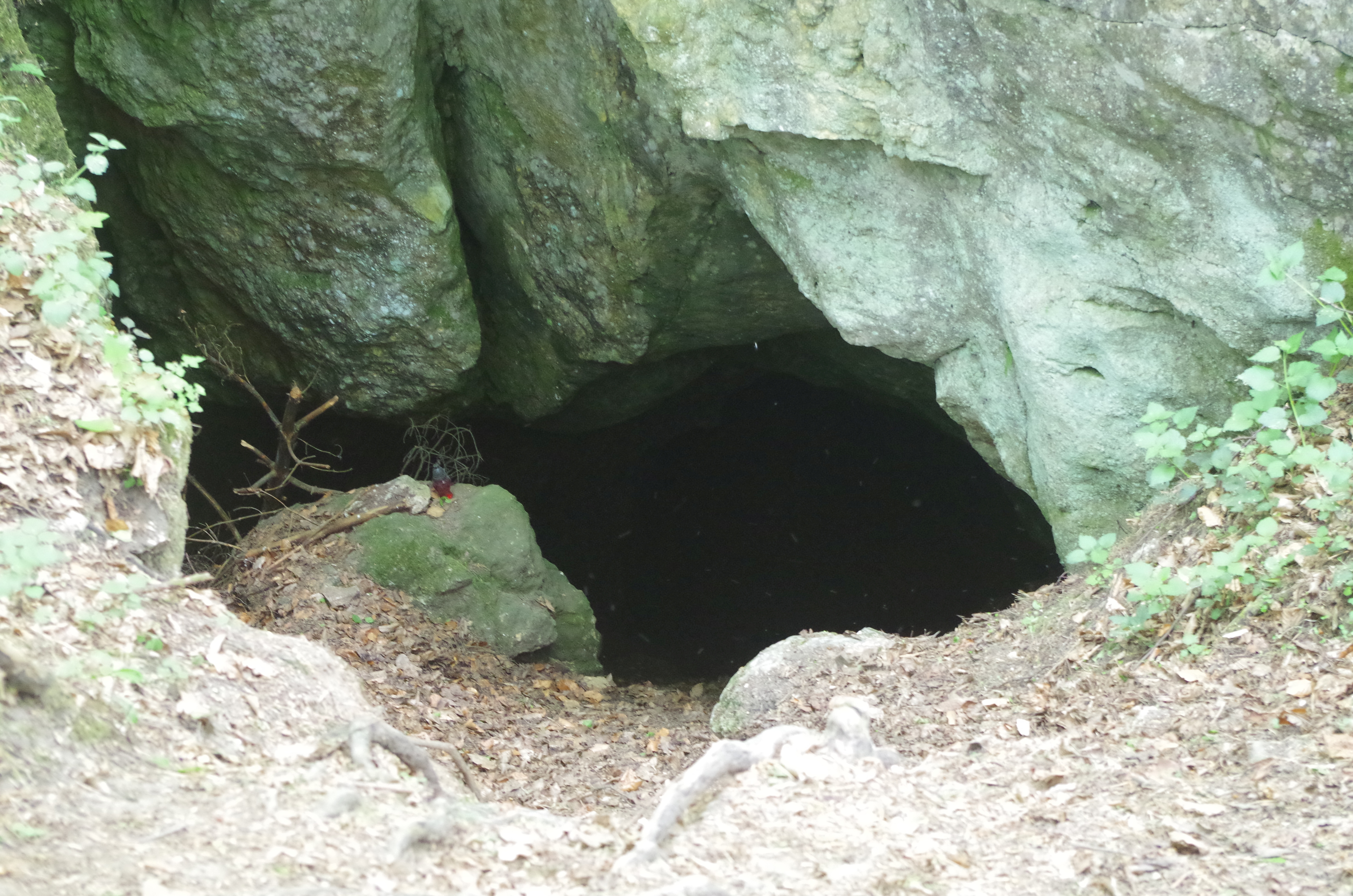
Otwór jaskini
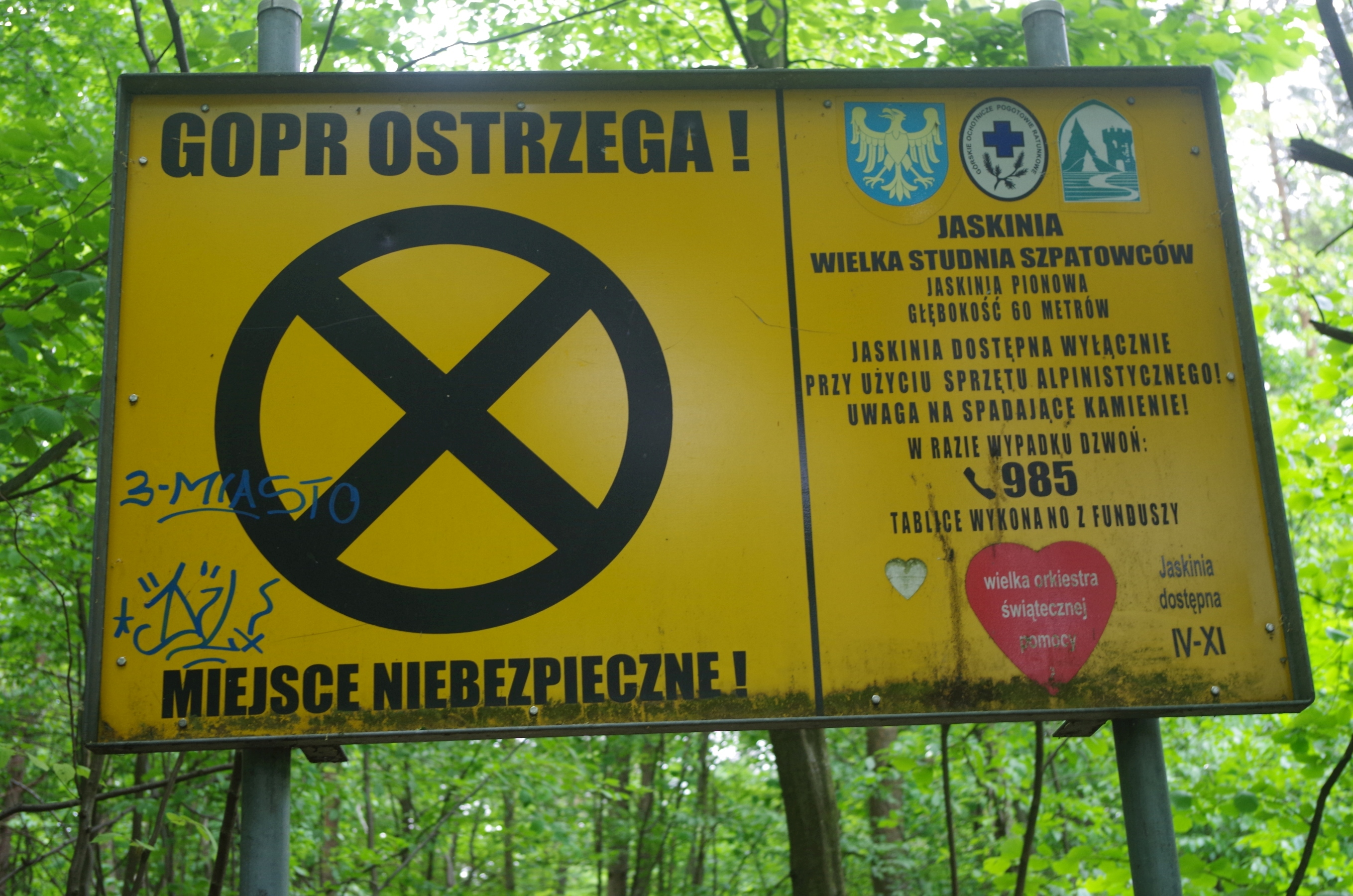
Tablica ostrzegawcza

W skałach Dudnika oprócz Małej i Wielkiej Studni Szpatowców znajdują się jeszcze: Jaskinia w Dudniku, Jaskinia między Studniami, Jaskinia Zawał, Komin Prawej Nogi Baby, Pochylnia Lewej Nogi Baby.